# Francis David Tothill
Francis David Tothill (* 10. Juni 1936 in Pretoria) ist ein südafrikanischer Historiker und ehemaliger Botschafter.

## Leben
Francis David Tothill ist der Sohn von F.W.E. Tothill. Er besuchte die Pretoria Boys High School. 1959 trat er in den auswärtigen Dienst ein.
Am 24. September 1960 heiratete er Lynette Ann Barker.
Von 1975 bis 1980 war er ständiger Vertreter der südafrikanischen Regierung beim Büro der Vereinten Nationen in Genf.
Von 1980 bis 1984 war er Botschafter Südafrikas in Buenos Aires. Tothill erklärte die Neutralität Südafrikas im Falklandkrieg. Von 1985 bis 1987 wurde er im Außenministerium in Pretoria beschäftigt. Von 1988 bis 1992 war er Botschafter in Canberra.

## Veröffentlichungen
- The Soldiers’ Vote and Its Effect on the Outcome of the South African General Election of 1943, in South African Historical Journal, Volume 21, Issue 1, 1989[1]

| Vorgänger                      | Amt | Nachfolger                         |
| ------------------------------ | --- | ---------------------------------- |
| Harold Langmead Taylor Taswell | ständiger Vertreter der südafrikanischen Regiung beim Büro der Vereinten Nationen in Genf 1975 bis 1980 | Oscar van Oordt                    |
| J.J. Farrell                   | südafrikanischer Botschafter in Buenos Aires 1980 bis 1984                                              | Pieter Roelof (Pierre) Dietrichsen |
| Cornelius A. Bastiaanse        | südafrikanischer Botschafter in Canberra 1988 bis 1992                                                  | Naudé Steyn                        |